# Ерёменко, Василий Дмитриевич
Василий Дмитриевич Ерёменко (1901—1938) — советский юрист, прокурор Киевской области.

## Биография
Окончил 2 курса юридического факультета Киевского института народного хозяйства. С 1930 до 1936 работал старшим помощником прокурора Киевского округа, затем области. Потом до 1937 работает заместителем прокурора Киевской области, после ареста областного прокурора М. А. Гинзбурга возглавляет областную прокуратуру в качестве временно исполняющего должность, дополнительно с 4 августа 1937 получил освободившееся место члена тройки НКВД. Уже в октябре того же года (по другим данным — в январе следующего года) тоже арестован, репрессирован, в 1938 приговорён к ВМН и расстрелян.
Реабилитирован в 1956 г. Во время дополнительного расследования его уголовного дела факты участия в проведении массовых репрессий не рассматривались.